# The Paris Review

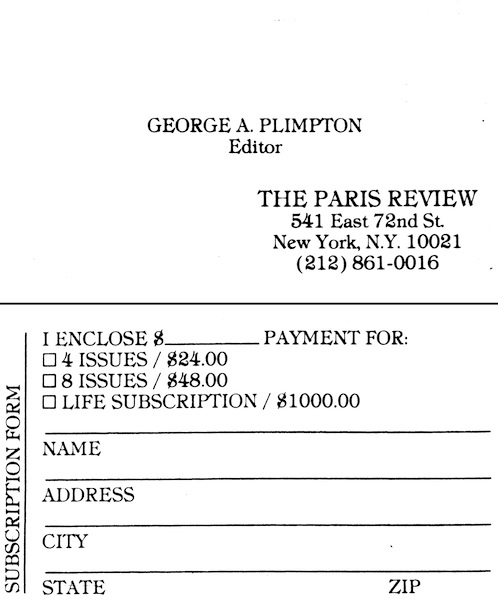
George Plimpton's Business Card (The Paris Review)

The Paris Review é uma revista literária trimestral de língua inglesa fundada em Paris em 1953 por Harold L. Humes, Peter Matthiessen, e George Plimpton. Em seus primeiros cinco anos, a revista publicou trabalhos de Jack Kerouac, Philip Larkin, V. S. Naipaul, Philip Roth, Terry Southern, Adrienne Rich, Italo Calvino, Samuel Beckett, Nadine Gordimer, Jean Genet e Robert Bly.
A série "Writers at Work" da Review inclui entrevistas com Ezra Pound, Ernest Hemingway, T. S. Eliot, Ralph Ellison, William Faulkner, Thornton Wilder, Robert Frost, Pablo Neruda, William Carlos Williams e Vladimir Nabokov, entre centenas de outros. O crítico literário Joe David Bellamy chamou a série de "um dos mais persistentes atos de conservação cultural da história do mundo."
A sede da Paris Review se mudou de Paris para Nova York em 1973. Plimpton editou a Review de sua fundação até sua morte, em 2003; Lorin Stein tem sido editor desde 2010.